# Astragalus caulescens
Astragalus caulescens là một loài thực vật có hoa trong họ Đậu. Loài này được (Gontsch.) Abdusal. miêu tả khoa học đầu tiên.